# فارو، یوکان
فارو، یوکان (به انگلیسی: Faro, Yukon) یک منطقهٔ مسکونی در کانادا است که در یوکان واقع شده‌است. فارو ۳۴۴ نفر جمعیت دارد.